# Charlottenburger Verbindungskanal
Der Charlottenburger Verbindungskanal (CVK) ist eine Bundeswasserstraße der Wasserstraßenklasse IV in Berlin. Der Kanal bildet die Grenze zwischen den Ortsteilen Moabit (Neues Ufer) und Charlottenburg (Goslarer Ufer). Zuständig für die Verwaltung ist das Wasserstraßen- und Schifffahrtsamt Spree-Havel.

## Lage und Geschichte

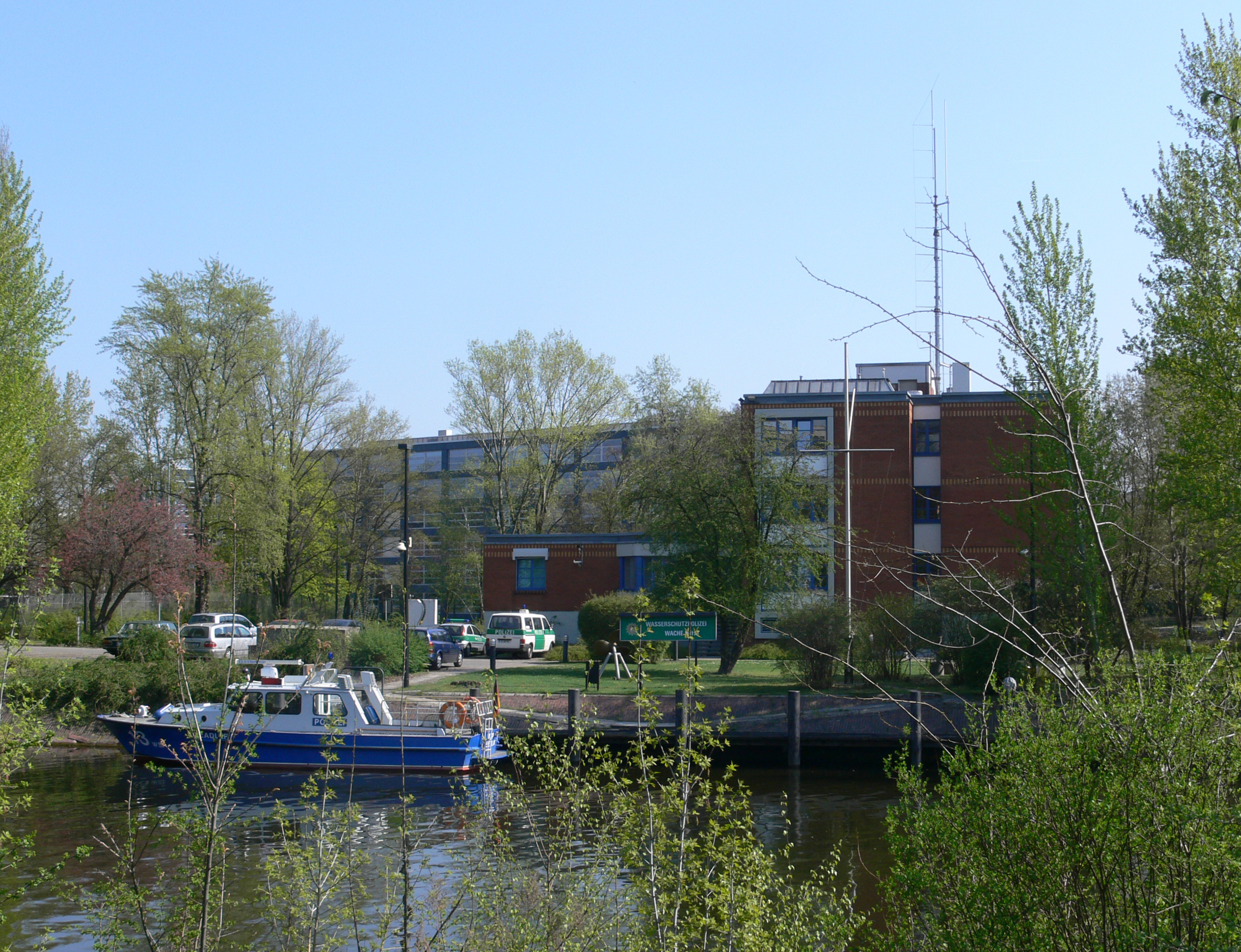
Wasserschutzpolizei am Neuen Ufer, Kanalbeginn Spreeseite

Der Charlottenburger Verbindungskanal ist 1,6 Kilometer lang. Er beginnt genau gegenüber der westlichen Einmündung des Landwehrkanals in die Spree in nördlicher Richtung bis zur Einmündung in den Westhafenkanal. Der Ort des Zusammentreffens des Charlottenburger Verbindungskanals mit der Spree und dem Landwehrkanal wird „Spreekreuz“ genannt.
Beim Bau des Spandauer Schiffahrtkanals in den Jahren 1848 bis 1859 hatte man außer Acht gelassen, dass ein beträchtlicher Teil des Schiffsverkehrs, insbesondere des Ziegeltransportes von der oberen Havel, den Landwehrkanal und die zu bebauenden südlichen Stadtgebiete zum Ziel hatte. Diese Schiffe mussten nun entweder den alten Weg über Spandau durch die noch ungeregelte untere Spree oder den Weg vom Humboldthafen fünf Kilometer spreeabwärts zum Landwehrkanal nehmen. So entstand als direkte Verbindung zwischen der Spreehaltung des Spandauer Schiffahrtkanals (ab 1914: Berlin-Spandauer Schiffahrtkanal) nahe der Schleuse Plötzensee und dem Landwehrkanal 1872–1875 der 3,2 Kilometer lange Charlottenburger Verbindungskanal.
Nach der Fertigstellung des weiter nördlich geführten Westhafenkanals im Jahr 1956 wurden die für den Westhafenkanal nicht benötigten Teile des nordöstlichen Abschnitts nördlich der Ringbahn zugeschüttet und mit dem Großmarkt Beusselstraße überbaut. Der nunmehr um die Hälfte verkürzte Charlottenburger Verbindungskanal mündet seitdem rechtwinklig direkt in den Westhafenkanal ein.

## Beschreibung und Nutzung

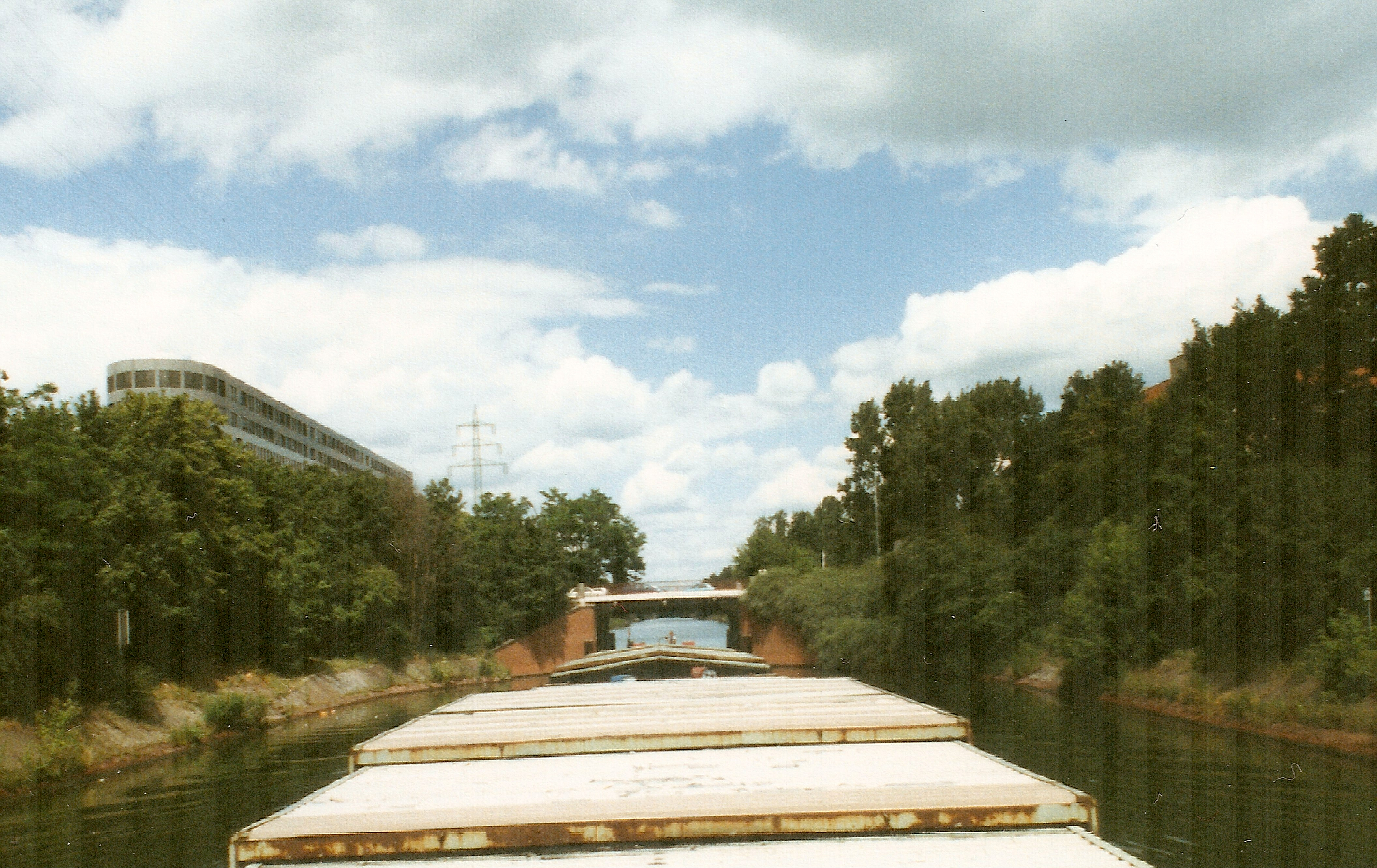
Blick auf die Kaiserin-Augusta-Brücke

Der größte Teil der Wasserstraße hat schräge Ufereinfassungen aus roten Ziegelsteinen, teilweise mit Beton repariert. Beiderseits des Ufers gibt es einen schmalen Grünstreifen und einen parallel geführten Fußweg. Die dahinter befindlichen Flächen sind bebaut. Mindestens drei Brücken überqueren den Kanal: Am Kilometer 0,6 die Kaiserin-Augusta-Brücke, am Kilometer 1,1 die Sickingenbrücke und zwei Rohrbücken (an den Kilometern 1,3 und 1,5), die letztere verläuft parallel zur Brücke der Berliner Ringbahn. Außer für die Schifffahrt dient das Gewässer auch dem Angelsport (stippen oder ansitzen, auch Nachtangeln ist erlaubt), vor allem Barsche und Brassen können hier gefangen werden. Die Nummer des Angelgewässers, dessen Fläche mit sechs Hektar angegeben wird, ist B 10-208. Ansprechpartner sind der DAV Landesverband Berlin e. V. und der Landesanglerverband Brandenburg e. V.